# Tylototriton ziegleri
Espèce
Tylototriton ziegleri est une espèce d'urodèles de la famille des Salamandridae.

## Répartition
Cette espèce est endémique du Viêt Nam. Elle se rencontre dans les provinces de Cao Bằng et de Hà Giang. Sa présence est incertaine dans la province de Lào Cai.

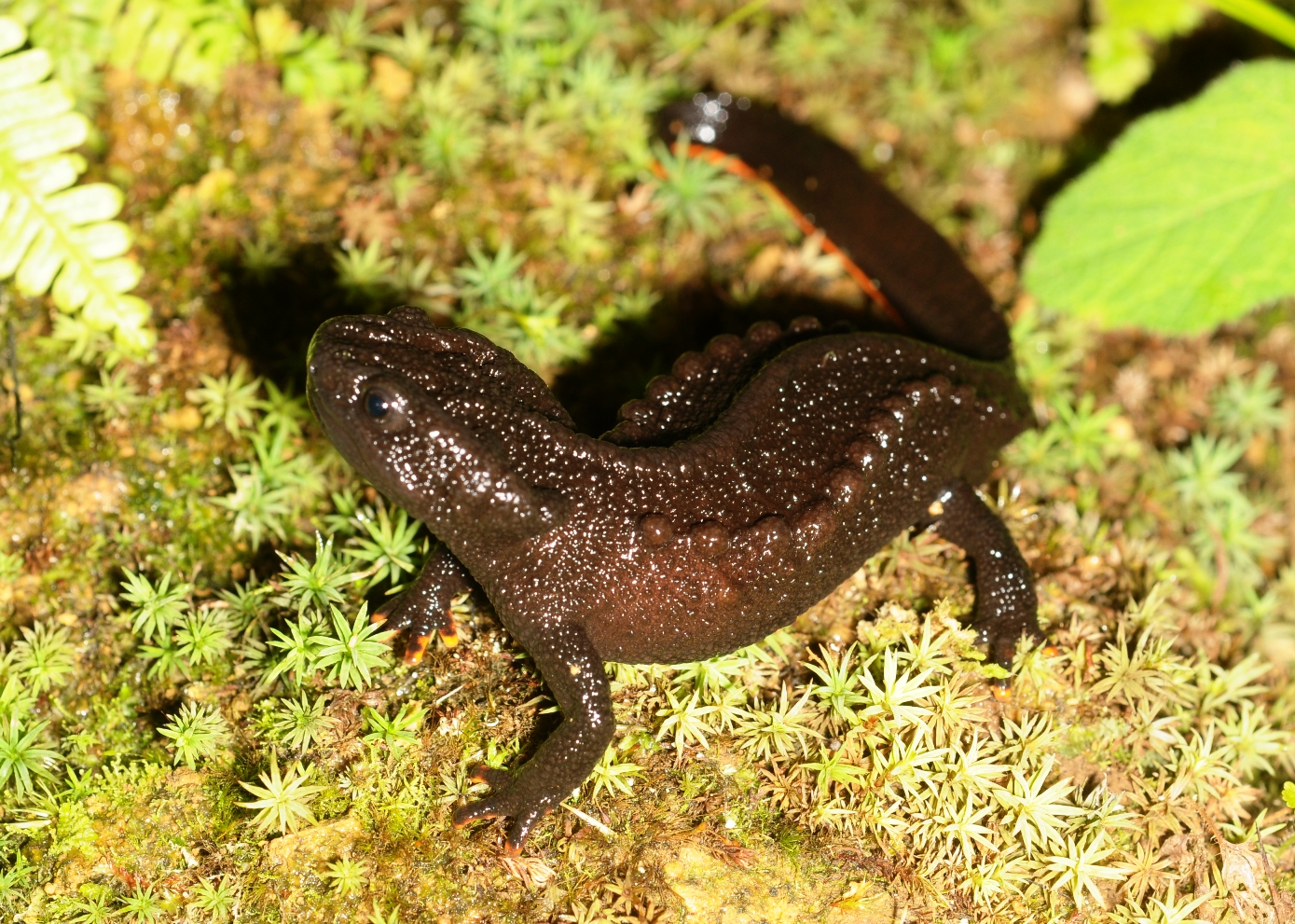
Tylototriton ziegleri ♀

## Étymologie
Cette espèce est nommée en l'honneur de Thomas Ziegler.

## Publication originale
- Nishikawa, Matsui & Nguyen, 2013 : A new species of Tylototriton from northern Vietnam (Amphibia: Urodela: Salamandridae). Current Herpetology, vol. 32, no 1, p. 34-49.